# Долгарёв, Игорь Владимирович
Игорь Владимирович Долгарёв (27 апреля 1965, Кишинёв, Молдавская ССР, СССР) — советский и российский игрок в мини-футбол на позиции вратаря. Игрок первого состава сборной СССР мини-футболу.

## Биография
Долгарёв начал заниматься футболом в 7 лет в кишинёвской ДЮСШ. Судя по всему, в футбол он на высоком уровне никогда не играл. Но когда в Кишинёве начала формироваться мини-футбольная команда, Игорь стал её вратарём. Вскоре кишинёвский «Агрос-Интекс» принял участие в первом и единственном чемпионате СССР по мини-футболу. Молдавская команда выиграла бронзовые медали, а Долгарев был признан лучшим вратарём чемпионата. Бронзовый призёр Кубка СССР по мини-футболу в составе Агрос-Интекс.
Долгарёв вошёл в состав первой в истории сборной СССР мини-футболу и принял участие в двух первых матчах команды, оба раза заменяя по ходу игры Виктора Владющенкова. В составе сборной СССР провёл 38 матчей.
Вскоре Долгарёв был приглашён в московскую «Дину», хозяин которой решил создать суперклуб. Там Игорь провёл один сезон, по итогам которого стал чемпионом СНГ по мини-футболу. Затем ещё один сезон он провёл во второй команде «Дины», после чего на высоком уровне больше не играл.

## Достижения
- Чемпион СНГ по мини-футболу 1992
- Обладатель Кубка России по мини-футболу 1992

Личные:
- Лучший вратарь чемпионата СССР 1991